# Роулі (Массачусетс)
Роулі (англ. Rowley) — місто (англ. town) в США, в окрузі Ессекс штату Массачусетс. Населення — 6161 особа (2020).

## Демографія
Згідно з переписом 2010 року, у місті мешкало 5856 осіб у 2155 домогосподарствах у складі 1626 родин. Було 2253 помешкання
Расовий склад населення:
| - 97,4 % — білих - 1,0 % — азіатів - 0,3 % — чорних або афроамериканців - 0,1 % — вихідців з тихоокеанських островів |

До двох чи більше рас належало 0,8 %. Частка іспаномовних становила 1,0 % від усіх жителів.
За віковим діапазоном населення розподілялося таким чином: 24,4 % — особи молодші 18 років, 64,1 % — особи у віці 18—64 років, 11,5 % — особи у віці 65 років та старші. Медіана віку мешканця становила 43,3 року. На 100 осіб жіночої статі у місті припадало 97,9 чоловіків;  на 100 жінок у віці від 18 років та старших — 96,5 чоловіків також старших 18 років.
Середній дохід на одне домашнє господарство  становив 126 480 доларів США (медіана — 89 338), а середній дохід на одну сім'ю — 147 303 долари (медіана — 121 705). Медіана доходів становила 93 587 доларів для чоловіків та 50 764 долари для жінок. За межею бідності перебувало 5,5 % осіб, у тому числі 6,6 % дітей у віці до 18 років та 10,9 % осіб у віці 65 років та старших.
Цивільне працевлаштоване населення становило 3358 осіб. Основні галузі зайнятості: освіта, охорона здоров'я та соціальна допомога — 21,9 %, мистецтво, розваги та відпочинок — 13,8 %, виробництво — 13,5 %.